# شباة
الشَّبَاة (الاسم العلمي: Leptopanorpa) هي جنس حشرات يتبع فصيلة الشواليات من رتبة طويلات الأجنحة.

## أصنوفات
الأصنوفات الأدنى لهذا الكائن:
- كود سباركل
- تحديث القائمة

نوع:Leptopanorpa charpentieri 
اسم علمي: Leptopanorpa charpentieri

نوع:Leptopanorpa cingulata 
اسم علمي: Leptopanorpa cingulata

نوع:Leptopanorpa filicauda 
اسم علمي: Leptopanorpa filicauda

نوع:Leptopanorpa inconspicua 
اسم علمي: Leptopanorpa inconspicua

نوع:Leptopanorpa jacobsoni 
اسم علمي: Leptopanorpa jacobsoni

نوع:Leptopanorpa javanica 
اسم علمي: Leptopanorpa javanica

نوع:Leptopanorpa nematogaster 
اسم علمي: Leptopanorpa nematogaster

نوع:Leptopanorpa peterseni 
اسم علمي: Leptopanorpa peterseni

نوع:Leptopanorpa pi 
اسم علمي: Leptopanorpa pi

نوع:Leptopanorpa ritsemae 
اسم علمي: Leptopanorpa ritsemae

نوع:Leptopanorpa robusta 
اسم علمي: Leptopanorpa robusta

نوع:Leptopanorpa sarangana 
اسم علمي: Leptopanorpa sarangana